# Enawenê-Nawê

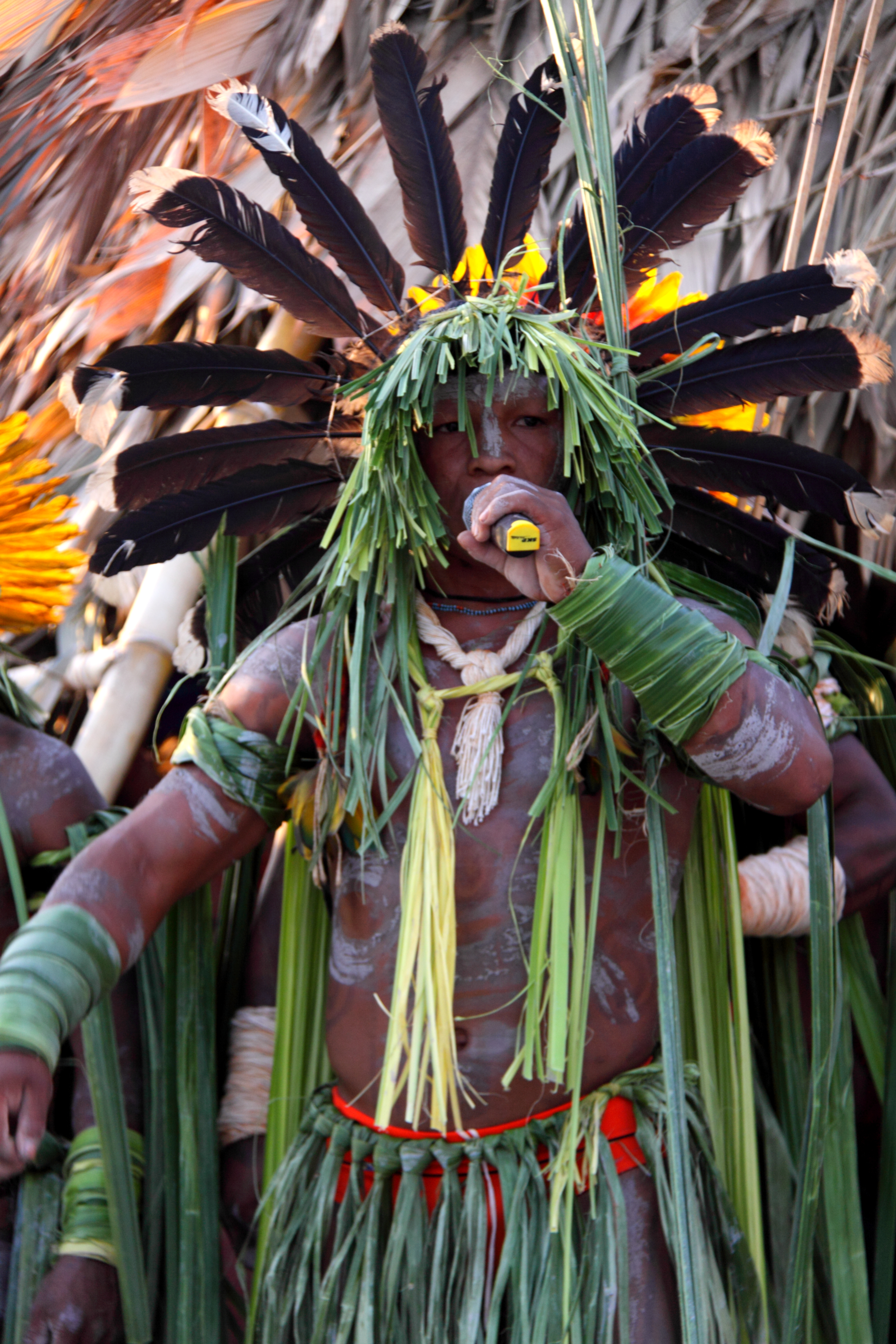
Enawenê-Nawê du Mato Grosso (2009)

Les Enawenê-Nawê forment un peuple indigène d’amérindiens amazoniens du Mato Grosso (Brésil) contactés pour la première fois en 1974, par Vicente Cañas. Ils refusent la viande rouge et vivent surtout de pêche et de cueillette. Au début de 2007, ce groupe géographiquement très isolé ne compte plus qu'environ 420 personnes.
Comme de nombreuses communautés traditionnelles de cette région, ils vivent dans des malocas (grandes maisons communes).
Les Enawenê-Nawê pêchent plusieurs mois dans les rivières de la forêt amazonienne du poisson qui sera boucané et ramené en pirogue au village. Il récoltent le miel sauvage (c'est l'occasion d'une fête, le keteoko) et cultivent du manioc et du maïs et pratiquent la cueillette.

## Menaces
Comme tous les autres peuples restés longtemps isolés les microbes apportés de l'extérieur peuvent leur être fatal. Leurs terres sont peu à peu prises par des exploitants de caoutchouc, des chercheurs de diamants ou d'or, des éleveurs et depuis peu par des planteurs de soja aidés depuis 1997, par la firme Maggi (1er producteur de soja au Brésil) qui a illégalement construit une route sur leur territoire, route ensuite fermée par un procureur fédéral, mais qui constitue un axe de pénétration supplémentaire. 
Un frère jésuite espagnol, Vicente Cañas, qui le premier fut accepté (en 1974) et vécut parmi eux une dizaine d'années, fut assassiné en avril 1987 par les propriétaires terriens car il avait pris leur défense et cherchait à leur obtenir la protection légale de leur territoire. Un territoire leur est officiellement reconnu (et ratifié) par les autorités brésiliennes depuis 1996, mais une zone qui pour eux est primordiale, la zone du rio Preto (car territoire sacré de pêche et demeure des esprits) en est exclue.
Ils sont menacés par la destruction et la fragmentation de la forêt, ainsi que par la pollution de l’eau et de l’air par les pesticides utilisés pour défricher, qui polluent sols et rivières.
Au printemps 2007, les ONG Survival International et OPAN (ONG brésilienne) ont lancé une campagne pour encourager le gouvernement brésilien à inclure le Rio Preto dans le territoire reconnu enawenê-nawê.
Des propriétaires terriens locaux ont obtenu en 2007 une injonction interdisant aux Indiens de construire des campements et des barrages de pêche sur la rivière. Finalement, en 2008, un juge brésilien a estimé que les Enawenê- Nawê pouvaient légitimement pratiquer la pêche sur le rio Preto, leur principale source de poissons.